# شهرستان ژیلونا گورا
شهرستان ژیلونا گورا (به لهستانی: Zielona Góra County) یک شهرستان در لهستان است که در لوبوسکی واقع شده‌است.

## خصوصیات
شهرستان ژیلونا گورا ۱٬۵۷۰٫۶۴ کیلومترمربع مساحت و ۸۹٬۵۴۳ نفر جمعیت دارد.